# (31231) Uthmann
(31231) Uthmann est un astéroïde de la ceinture principale.

## Description
(31231) Uthmann est un astéroïde de la ceinture principale. Il fut découvert le 1er février 1998 à Drebach par Jens Kandler et Gerhard Lehmann. Il présente une orbite caractérisée par un demi-grand axe de 2,58 UA, une excentricité de 0,23 et une inclinaison de 9,4° par rapport à l'écliptique.

## Compléments